# Lista de episódios de The Loud House
The Loud House (Loud em Casa em Portugal) é uma série animada de televisão americana criado em 2016 por Chris Savino para a Nickelodeon. A série gira em torno da vida cotidiana caótica de um menino chamado Lincoln Loud, que sobrevive como o filho do meio e único menino de uma grande família formada por seus pais e dez irmãs.

## Visão geral
| Temporadas | Temporadas | Segmentos | Episódios | Exibição original      | Exibição original     | Exibição no Brasil     | Exibição no Brasil    | Exibição em Portugal   | Exibição em Portugal  |
| Temporadas | Temporadas | Segmentos | Episódios | Estreia de temporada   | Final de temporada    | Estreia de temporada   | Final de temporada    | Estreia de temporada   | Final de temporada    |
| ---------- | ---------- | --------- | --------- | ---------------------- | --------------------- | ---------------------- | --------------------- | ---------------------- | --------------------- |
|            | 1          | 52        | 26        | 2 de maio de 2016      | 8 de novembro de 2016 | 16 de maio de 2016     | 7 de janeiro de 2017  | 23 de maio de 2016     | 1 de julho de 2017    |
|            | 2          | 49        | 26        | 25 de novembro de 2016 | 20 de outubro de 2016 | 17 de dezembro de 2016 | 7 de abril de 2018    | 24 de dezembro de 2016 | 2017                  |
|            | 3          | 48        | 26        | 19 de janeiro de 2018  | 7 de março de 2019    | 14 de maio de 2018     | 11 de maio de 2019    | 1 de agosto de 2018    | 12 de abril de 2019   |
|            | 4          | 50        | 26        | 27 de maio de 2019     | 23 de julho de 2020   | 2 de agosto de 2019    | 20 de outubro de 2020 | 23 de setembro de 2019 | 16 de outubro de 2020 |
|            | Especial   | Especial  | Especial  | 23 de maio de 2020     | 23 de maio de 2020    | 28 de agosto de 2020   | 28 de agosto de 2020  | 2 de janeiro de 2021   | 2 de janeiro de 2021  |
|            | 5          | 47        | 26        | 11 de setembro de 2020 | 4 de março de 2022    | 20 de novembro de 2020 | 8 de março de 2022    | 6 de fevereiro de 2021 | 19 de abril de 2022   |
|            | 6          | 49        | 26        | 11 de março de 2022    | 16 de maio de 2023    | 4 de abril de 2022     | TBA                   | TBA                    | TBA                   |

## Lista de episódios

### 1° Temporada (2016)
Todos os episódios e segmentos desta temporada foram dirigidos por Chris Savino, com ele co-dirigindo com Kyle Marshall nos segmentos "The Price of Admission" e "One Flu Over the Loud House" (#125).
| N.º na série | N.º na temp. | Título | Escrito por                                                                                    | Roteiro de                  | Exibição original                                                                           | Cód. de produção | Audiência (milhões) |
| --- | ------------ | --- | ---------------------------------------------------------------------------------------------- | --------------------------- | ------------------------------------------------------------------------------------------- | ---------------- | ------------------- |
| 1 | 1a1b         | "Left in the Dark Deixado no Escuro Às Escuras""Get the Message Receber a Mensagem Mensagem Recebida"                                               | História por : Chris Savino & Karla Sakas Escrito por : Chris Savino Alec Schwimmer            | Chris SavinoKyle Marshall   | 2 de maio de 2016 16 de maio de 2016 23 de maio de 2016                                     | 101              | ASD                 |
| "Left in the Dark": Lincoln ouve sobre o final da temporada ao vivo de sua série de televisão favorita "ARGGH!", Mas ele deve distrair suas irmãs para que possa assisti-lo. Quando ele conecta uma TV menor para permitir que Lucy assista a seu programa favorito, isso leva a uma queda de energia, forçando Lincoln a se associar com suas irmãs para se aventurar no porão para religar a energia. "Get the Message": Depois de ficar com raiva de Lori por quebrar seus Game Goggles e ameaçá-lo por invadir o quarto dela, Lincoln deixa uma mensagem de raiva no smartphone de Lori. Ele logo se arrepende e convoca Clyde para ajudá-lo a tirá-lo do smartphone dela. Nota: Este episódio foi exibido antes de sua estreia oficial na televisão na San Diego Comic-Con no dia 11 de julho de 2015. O episódio também foi exibido em um festival de televisão no dia 5 de fevereiro de 2016. |              | |                                                                                                |                             |                                                                                             |                  |                     |
| 2 | 2a2b         | "Heavy Meddle Interferência Pesada Intrometidas""Making the Case Na Estante Estante de Troféus"                                                     | Ava TramerKarla Sakas Shropshire                                                               | Miguel PugaDarin McGowan    | 3 de maio de 2016 17 de maio de 2016                                                        | 102              | ASD                 |
| "Heavy Meddle": Lincoln está sendo atormentado por um valentão e não quer que suas irmãs descubram e se metam em seus assuntos, já que elas sempre exageram. Quando Lisa descobre e conta a Lynn, o que leva o resto de suas irmãs a descobrir, Lincoln tenta impedi-las de se envolverem depois de lhes contar a identidade do agressor. "Making the Case": Sendo a única criança sem um prêmio, Lincoln planeja entrar em um concurso de vídeo viral usando o equipamento de cinema de Luan. Após algumas filmagens malsucedidas, Lincoln secretamente filma e carrega as palhaçadas cômicas de suas irmãs, o que as leva a ficarem furiosas com ele quando descobrem isso. Agora, Lincoln precisa fazer outro vídeo para fazer com que as meninas o perdoem. |              | |                                                                                                |                             |                                                                                             |                  |                     |
| 3 | 3a3b         | "Driving Miss Hazy Senhorita Confusão Dirigindo Condução Acidentada""No Guts, No Glori Sem Ganho, Sem Glória Quem não Arrisca, não Manda"           | Karla Sakas ShropshireHaley Mancini                                                            | Jordan RosatoMiguel Puga    | 9 de maio de 2016 23 de maio de 2016 10 de maio de 2016 23 de maio de 2016                  | 103              | ASD                 |
| "Driving Miss Hazy": Lincoln e seus irmãos se cansaram de fazer favores para Lori em troca de ela levá-los para alguns lugares. Para remediar isso, eles decidem ensinar Leni a dirigir. Lori é contra isso e planeja sabotar Leni sem saber que ela também a machucará. "No Guts, No Glori": Enquanto os pais do Loud saem para o jantar de aniversário, Lori fica encarregada da casa, onde ela impõe regras rígidas que seus irmãos devem seguir. Farto disso, Lincoln lidera uma revolta contra Lori com resultados desastrosos. Mas quando os irmãos decidem colocar Lincoln no comando em vez de Lori, as coisas vão do caótico para fora de controle. |              | |                                                                                                |                             |                                                                                             |                  |                     |
| 4 | 4a4b         | "The Sweet Spot O Lugar Irado O Lugar Ideal""A Tale of Two Tables A História de Duas Mesas Um Conto de Duas Mesas"                                  | Kevin SullivanMichael Rubiner                                                                  | Kyle MarshallDarin McGowan  | 6 de maio de 2016 20 de maio de 2016                                                        | 104              | ASD                 |
| "The Sweet Spot": O carro da família Loud, Vanzilla, é conhecido por seus bancos ruins, exceto pelo bom, chamado "Lugar Irado". Lincoln faz planos para obter o "Lugar Irado" e arranjos de assentos para suas irmãs na viagem de amanhã, sem que eles descubram sobre o "Lugar Irado". "A Tale of Two Tables": Lincoln se cansa das palhaçadas na mesa das crianças, onde se senta com Lucy, Lana, Lola, Lisa e Lily. Então, ele faz planos para provar que é digno o suficiente para ser promovido à mesa dos adultos sendo responsável, e recebe ajuda de Clyde. Mas assim que ele "ganha" seu lugar na mesa, ele imediatamente perde a comida na mesa das crianças. |              | |                                                                                                |                             |                                                                                             |                  |                     |
| 5 | 5a5b         | "Project Loud House Projeto Loud House O Projeto da Casa dos Loud"In Tents Debate Debate Intenso"                                                   | Chris Savino & Michael RubinerBob Mittenthal                                                   | Chris SavinoEd Baker        | 5 de maio de 2016 19 de maio de 2016                                                        | 105              | ASD                 |
| "Project Loud House": A fim de levar seu projeto para a escola a tempo, Lincoln trabalha para que cada uma de suas irmãs saia de casa durante sua rotina matinal. "In Tents Debate": A família Loud está planejando férias e precisa de um lugar para onde ir. Para evitar os acampamentos habituais, as crianças apresentam ideias para o Parque de Diversões Dairyland ou a Praia Aloha. Lincoln fica com o voto decisivo. Mas as tensões aumentam conforme o dia avança e o debate se transforma rapidamente em uma guerra. |              | |                                                                                                |                             |                                                                                             |                  |                     |
| 6 | 6a6b         | "Sound of Silence Som do Silêncio O Som do Silêncio""Space Invader Invasor do Espaco Espaço Invadido"                                               | Michael RubinerHistória por : Chris Savino & Karla Sakas Shropshire Escrito por : Chris Savino | Jordan RosatoChris Savino   | 19 de maio de 2016 27 de maio de 2016 20 de maio de 2016 27 de maio de 2016                 | 106              | ASD                 |
| "Sound of Silence": Devido às palhaçadas barulhentas de suas irmãs, Lincoln encomenda um par de fones de ouvido para bloquear seu barulho. Mas quando Lincoln descobre que ele inadvertidamente prometeu a Lola ajudá-la com algo que não foi mencionado, Lincoln deve descobrir o que é. "Space Invader": Quando Lynn e Lucy começam a discutir, Lincoln permite que Lynn fique com ele. Quando Lynn começa a exceder o tempo de suas boas-vindas, Lincoln deve trabalhar para que ela e Lucy resolvam a disputa. |              | |                                                                                                |                             |                                                                                             |                  |                     |
| 7 | 7a7b         | "Picture Perfect Foto Perfeita A Fotografia Perfeita""Undie Pressure Pressão da Cueca Pressão Interior"                                             | Scott KreamerAlec Schwimmer                                                                    | Ed BakerViolaine Briat      | 11 de maio de 2016 24 de maio de 2016 12 de maio de 2016 24 de maio de 2016                 | 107              | ASD                 |
| "Picture Perfect": Como presente de aniversário para seus pais, Lincoln planeja fotografar a si mesmo e suas irmãs para uma foto de família e tenta fazer com que suas irmãs fiquem com a melhor aparência para a foto. Mas mesmo fazer uma foto perfeita leva a problemas caóticos. "Undie Pressure": Durante um dia chuvoso, Lola fica aborrecida porque Lincoln lê seus gibis de cueca. Isso leva a uma aposta de quanto tempo cada irmão pode passar sem exibir seus maus hábitos. Se Lincoln ganhar, as meninas terão que parar de reclamar de seus hábitos e comprar uma cueca nova para ele. Mas se as garotas vencerem, Lincoln terá que parar com seus hábitos irritantes para sempre. |              | |                                                                                                |                             |                                                                                             |                  |                     |
| 8 | 8a8b         | "Linc or Swim Linc ou Nadar Lincoln Nadador""Changing the Baby Trocando o Bebê Mudar a Bebé"                                                        | Karla Sakas ShropshireAlec Schwimmer                                                           | Jordan RosatoViolaine Briat | 13 de maio de 2016 26 de maio de 201618 de maio de 2016 26 de maio de 2016                  | 108              | ASD                 |
| "Linc or Swim": Devido aos irmãos Loud serem suspensos de cada piscina para várias coisas como brigas de frango durante a natação dos idosos, tornando a piscina como canja de galinha e a matéria fecal de Lily, Lincoln decide obter uma piscina inflável para si mesmo para fazer balas de canhão e ele tenta evitar que suas irmãs estraguem tudo quando souberem disso. "Changing the Baby": Como ele não tem interesses em comum com suas irmãs, Lincoln decide moldar Lily em sua própria imagem, o que leva suas irmãs a competir com ele e entre si pela atenção de Lily. Enquanto isso, Clyde fica com ciúmes de Lincoln estar com Lily e tenta chamar sua atenção. |              | |                                                                                                |                             |                                                                                             |                  |                     |
| 9 | 9a9b         | "Overnight Success Sucesso Noturno""Ties That Bind Laços que Unem Laços de Família"                                                                 | Kevin SullivanKarla Sakas Shropshire                                                           | Darin McGowanMiguel Puga    | 20 de julho de 2016 30 de junho de 2016 7 de junho de 2016 30 de junho de 2016              | 109              | ASD                 |
| "Overnight Success": Depois de alguma persuasão para seu pai, que havia proibido anteriormente a festa do pijama devido a incidentes anteriores causados pelo acidente esportivo de Lynn, queda de energia de Leni e Luna e seus amigos destruindo a casa com Chunk expulsando Lynn Sr. de sua própria casa, Lincoln tem sua primeira festa do pijama com Clyde. No entanto, ele fica com ciúmes quando suas irmãs repetidamente tentam fazer uso de Clyde com suas próprias travessuras. "Ties That Bind": Lincoln ouve seus pais do banheiro que eles estão discutindo sobre qual dos 11 ele quer jogar fora. Pensando que querem se livrar deles, Lincoln e suas irmãs trabalham para melhorar seus hábitos depois de causar o caos na casa. O que as crianças não sabem é que seus pais estão realmente falando sobre de quais laços Lynn Sr. deveria se livrar. |              | |                                                                                                |                             |                                                                                             |                  |                     |
| 10 | 10a10b       | "Hand-Me-Downer Segunda Mão""Sleuth or Consequences Detetive ou Consequências Deduções ou Consequências"                                            | Michael RubinerWhitny Wetta & Sammie Crowley                                                   | Ed BakerKyle Marshall       | 16 de maio de 2016 25 de maio de 2016 17 de maio de 2016 25 de maio de 2016                 | 110              | ASD                 |
| "Hand-Me-Downer": Lincoln recebe uma bicicleta de segunda mão de Lori. Para impressionar a gangue de Papa Wheelie, Lincoln e Clyde pegaram emprestada a bicicleta de Lynn sem que ela soubesse. Quando a bicicleta acaba sendo roubada, os dois devem encontrá-la e devolvê-la antes que Lynn descubra. "Sleuth or Consequences": Alguém entupiu o banheiro e Lincoln é o principal suspeito. Ele trabalha com Lucy para descobrir quem entupiu o banheiro. Mas pouco Lincoln sabe que a pessoa que entupiu o vaso sanitário pode estar mais perto do que ele pensa. |              | |                                                                                                |                             |                                                                                             |                  |                     |
| 11 | 11a11b       | "Butterfly Effect Efeito Borboleta""The Green House A Casa Verde A Casa Ecológica"                                                                  | Kevin SullivanBob Mittenthal                                                                   | Violaine BriatMiguel Puga   | 9 de junho de 2016 1 de julho de 2016 8 de junho de 2016 1 de julho de 2016                 | 111              | ASD                 |
| "Butterfly Effect": Depois que um truque de ioiô que ele estava exibindo dá errado, Lincoln descobre que ele quebrou e respingou os produtos químicos de Lisa. Com medo da reação de Lisa, Lincoln não diz a ela contra a sugestão de Charles, que desencadeia uma reação em cadeia de eventos que destrói toda a casa. "The Green House": Lincoln ajuda suas irmãs a fazer coisas que irão tornar seus caminhos ecologicamente corretos, a fim de não serem rotulados de párias por fazer sua classe perder um desafio centrado no meio ambiente devido ao uso excessivo de recursos de sua família. Em breve, Lincoln terá que fazer sua parte quando seus amigos quiserem usar sua casa para jogar videogame. |              | |                                                                                                |                             |                                                                                             |                  |                     |
| 12 | 12a12b       | "Along Came a Sister E Aí Veio Uma Irmã Irmã As Aranhas""Chore and Peace Tarefa e Paz Tarefas e Paz"                                                | Karla Sakas ShropshireAlec Schwimmer                                                           | Jordan RosatoEd Baker       | 4 de maio de 2016 18 de maio de 2016                                                        | 112              | ASD                 |
| "Along Came a Sister": A Professora Johnson escolhe Lincoln para cuidar da tarântula de estimação da turma, Frank. Durante esse tempo, Lincoln deve manter Frank a salvo de Leni (que é aracnofóbica) e de um exterminador zeloso. "Chore and Peace": A tarefa mais conhecida de Lincoln é retirar o lixo. Ele eventualmente fica enjoado e entra em greve até que alguém troque com ele. Isso leva suas irmãs a fazerem sua própria greve em troca. As greves continuam até o ponto em que Lily não pode ser encontrada em nenhum lugar da casa cheia de lixo e um monstro de lixo chamado Lixinho nascer. Os irmãos Loud devem trabalhar juntos para encontrar sua irmã mais nova. |              | |                                                                                                |                             |                                                                                             |                  |                     |
| 13 | 13a13b       | "For Bros About to Rock Os Irmãos do Rock Irmãos Musicais""It's a Loud, Loud, Loud, Loud, House Casa dos Loud Muito Barulhenta "                    | Alec SchwimmerChris Savino                                                                     | Darin McGowanKyle Marshall  | 6 de junho de 2016 27 de julho de 2016 10 de junho de 2016 25 de julho de 2016              | 113              | ASD                 |
| "For Bros About to Rock": Lincoln e Clyde estão ansiosos para seu primeiro show, onde sua banda de rock favorita SMOOCH estará se apresentando. Luna corre para eles, mas Lincoln fica preocupado que Luna irá arruinar sua primeira experiência de show como ela fez com suas outras irmãs. "It's a Loud, Loud, Loud, Loud, House": Lynn Sr. pune seus filhos por brigarem mais de um quarto, forçando-os a limpar o sótão. Durante a limpeza, Lincoln encontra uma carta contendo pistas de dinheiro deixadas para trás pelo proprietário anterior da casa, Sharon DeMonet, o que leva a uma caça ao tesouro competitiva entre ele e suas irmãs. |              | |                                                                                                |                             |                                                                                             |                  |                     |
| 14 | 14a14b       | "Toads and Tiaras Sapos e Tiaras""Two Boys and a Baby Dois Garotos e um Bebê Dois Rapazes e um Bebé"                                                | Whitney Wetta & Sammie CrowleyKarla Sakas Shropshire                                           | Violaine BriatJordan Koch   | 21 de julho de 2016 5 de setembro de 2016 19 de julho de 2016 6 de setembro de 2016         | 114              | ASD                 |
| "Toads and Tiaras": Depois que Lola se machuca enquanto ensaiava para um concurso, Lincoln treina Lana para ocupar o lugar dela para que eles possam ganhar ingressos para o Parque de Diversões Dairyland. Mas as coisas saem do controle quando Lincoln pressiona demais Lana enquanto tenta fazê-la agir como uma garota normal e feminina. Pior ainda, Lola finalmente descobre e segue em direção ao concurso de muletas. "Two Boys and a Baby": Enquanto todo mundo está visitando a tia de Rita, Ruth, Lincoln e Clyde cuidam de Lily enquanto trabalham para cuidar dela até que o resto da família Loud volte. |              | |                                                                                                |                             |                                                                                             |                  |                     |
| 15 | 15a15b       | "Cover Girls Salvo Pelas Irmãs Irmãs Protetoras""Save the Date Lembre a Data Reserva o Dia"                                                         | Sheela ShrinivasKarla Sakas Shropshire                                                         | Miguel PugaJordan Rosato    | 1 de agosto de 2016 7 de setembro de 2016 4 de agosto de 2016 8 de setembro de 2016         | 115              | ASD                 |
| "Cover Girls": No dia da limpeza da primavera, Lincoln é convidado por suas irmãs para cobri-los enquanto fazem algumas atividades que surgiram. Quando um bate-papo na web com o avô dos irmãos Loud , Albert, é solicitado, Lincoln precisa trabalhar para trazer suas irmãs de volta para casa. "Save the Date": Após Lincoln insultar Ronnie Anne Santiago enquanto conversava com seus amigos e sem saber que ela estava ouvindo, seu irmão Bobby termina com Lori. Para remediar isso, Lori arrasta Lincoln em um encontro duplo para o Buffet Mexicano e Francês Jean Juan. Quando os amigos de Lincoln o veem lá, ele se esforça para evitar ser visto com Ronnie Anne. |              | |                                                                                                |                             |                                                                                             |                  |                     |
| 16 | 16a16b       | "Attention Deficit Déficit de Atenção Défice de Atenção""Out on a Limo Saindo de Limousine Saída de Limusina"                                       | Kevin SullivanAlec Schwimmer                                                                   | Darin McGowanKyle Marshall  | 3 de agosto de 2016 9 de setembro de 2016 2 de agosto de 2016 3 de outubro de 2016          | 116              | ASD                 |
| "Attention Deficit": Lincoln não consegue que seus pais o ajudem com o projeto do vulcão, pois eles estão ocupados ajudando cada uma de suas irmãs. Quando ele passa o dia na casa de Clyde, onde os dois pais de Clyde, Howard e Harold, o ajudam, Lincoln tem problemas para limitar a visita de suas irmãs à residência dos McBride quando eles ficam sabendo. "Out on a Limo": Lincoln ganha uma viagem de limusine, mas sua personalidade muda ao se tornar amigo do esnobe Lorde Tetherby (Alan Ruck), fazendo com que ele esqueça uma promessa feita a suas irmãs. |              | |                                                                                                |                             |                                                                                             |                  |                     |
| 17 | 17a17b       | "House Music Música da Casa Música em Casa""A Novel Idea Uma Ideia de Livro Uma Ideia Original"                                                     | Kevin SullivanAlec Schwimmer                                                                   | Violaine BriatJordan Koch   | 18 de julho de 2016 4 de outubro de 2016 22 de julho de 2016 5 de outubro de 2016           | 117              | ASD                 |
| "House Music": Luna assume a liderança de seus irmãos para competir no show de talentos da Feira de Diversão em Família de Royal Woods. Quando ela ouve de seu roadie Chunk que o famoso astro do rock Mick Swagger estará lá, Luna incentiva seus irmãos a aperfeiçoar sua música como uma forma de impressioná-lo, embora ela diga a eles que música é diversão. "A Novel Idea": Enquanto suas irmãs vão com seu pai para o "Dia de Levar Sua Filha ao Trabalho", Lincoln é levado por sua mãe Rita para o seu trabalho no consultório dentário. Enquanto Rita ajuda seu chefe, Dr. Feinstein, Lincoln acaba perdendo o caderno de Rita. Ele deve recuperá-lo antes que ela termine o trabalho. |              | |                                                                                                |                             |                                                                                             |                  |                     |
| 18 | 18a18b       | "April Fools Rules Regras do Dia da Mentira Regras das Partidas""Cereal Offender Ofensor do Cereal Infrator Serial"                                 | Sammie Crowley & Whitney WettaKarla Sakas Shropshire                                           | Miguel PugaJordan Rosato    | 23 de setembro de 2016 21 de novembro de 2016 18 de outubro de 2016 21 de novembro de 2016  | 118              | ASD                 |
| "April Fools Rules": No Dia da Mentira, a pegadinha de Luan está no auge, fazendo com que Lincoln, suas outras irmãs, seus pais e Clyde façam tudo o que puderem para tentar evitar as pegadinhas de Luan. Quando Lincoln descobre que Ronnie Anne está chegando, ele é forçado a cair em todas as pegadinhas de Luan antes que Ronnie Anne chegue. "Cereal Offender": Um novo cereal com tema zumbi chamado Farelo de Zumbi foi colocado à venda. Para obtê-lo, Lincoln se oferece para fazer as compras de sua mãe com o orçamento exigido e traz suas irmãs junto. Lincoln deve trabalhar para manter o dinheiro na quantia suficiente para ainda comprar Farelo de Zumbi, evitar que as travessuras de suas irmãs sejam descobertas pelo estrito gerente da loja (Gary Anthony Williams), que visa expulsar os encrenqueiros da loja e competir com uma criança travessa para conseguir o cereal. |              | |                                                                                                |                             |                                                                                             |                  |                     |
| 19 | 19a19b       | "Lincoln Loud: Girl Guru Lincoln Loud: O Guru das Meninas Lincoln Loud: Guru Feminino""Come Sale Away Venha Vender Grandes Promoções"               | Whitney Wetta & Sammie CrowleyHistória por : Greg Grabianski Escrito por : Sheela Shrinivas    | Darin McGowanKyle Marshall  | 13 de setembro de 2016 7 de outubro de 2016 12 de setembro de 2016 6 de outubro de 2016     | 119              | ASD                 |
| "Lincoln Loud: Girl Guru": Durante a feira de negócios da Escola Elementar de Royal Woods, Lincoln e Clyde fazem um estande de gurus para arrecadar dinheiro, onde Lincoln decide usar sua sabedoria de viver com suas irmãs para ajudar aqueles que desejam impressionar garotas. Infelizmente, os conselhos de Lincoln para alguns alunos do sexo masculino e o professor de ginástica, o Treinador Pacowski, deram terrivelmente errado. "Come Sale Away": As crianças Loud fazem uma venda de garagem para ver quem consegue vender mais coisas. Mas quando parece que o cobertor de Lily foi vendido acidentalmente, as crianças Loud devem se unir, descobrir para quem o venderam e recuperá-lo. |              | |                                                                                                |                             |                                                                                             |                  |                     |
| 20 | 20a20b       | "Roughin' It Bancando o Durão Ao Ar Livre""The Waiting Game O Jogo da Espera"                                                                       | Karla Sakas ShropshireKevin Sullivan                                                           | Jordan KochViolaine Briat   | 14 de setembro de 2016 22 de novembro de 2016 15 setembro de 2016 22 de novembro de 2016    | 120              | ASD                 |
| "Roughin' It": Sentindo que perdeu sua masculinidade por sair tanto com suas irmãs e assistir "O Barco dos Sonhos" com elas, Lincoln vai acampar com Clyde perto do North Valley Bed and Breakfast, onde Howard e Harold McBride estão hospedados. Durante este acampamento, os meninos se perdem na selva. Agora Lincoln deve usar o que aprendeu com suas irmãs para ter a si mesmo e Clyde de volta em segurança. "The Waiting Game": Querendo obter convites para festas de aniversário de um garoto popular chamado Chandler, Lincoln e Clyde aproveitam os benefícios de funcionário da Lori na Gus's Games 'n' Grub para dar a Chandler coisas grátis, prejudicando os planos da Lori para o baile de sua escola. |              | |                                                                                                |                             |                                                                                             |                  |                     |
| 21 | 21a21b       | "The Loudest Yard O Jogo Mais Barulhento Loud em Campo""Raw Deal Injusto Previsões"                                                                 | Bob MittenthalKarla Sakas Shropshire                                                           | Miguel PugaJordan Rosato    | 16 de setembro de 2016 23 de novembro de 2016 19 de outubro de 2016 23 de novembro de 2016  | 121              | ASD                 |
| "The Loudest Yard": Rita quer que Lincoln seja mais ativo, então ela o inscreve para jogar no time de futebol americano Royal Woods Roosters supervisionado por um treinador anônimo (Wade Williams), após cada tentativa de fazê-lo se exercitar falhar. Após Lola falhar em machucar Lincoln, Lynn Jr. treina Lincoln no futebol. Quando isso acaba sendo desastroso, Lincoln coloca Lynn em seu lugar na equipe. "Raw Deal": Enquanto a família Loud se dirige ao Grand Venture State Park, Lincoln fica em uma pilha de nervos quando Lucy prevê que seu dia terminará em tragédia com ela cartas de adivinhação e então Lincoln tenta não acabar em perigo. Enquanto isso, Lisa não acredita na sorte de Lucy até que um ovo contendo uma coruja com chifres de veado cai na sua frente e ela pede ao guarda do parque para organizar uma entrevista coletiva. |              | |                                                                                                |                             |                                                                                             |                  |                     |
| 22 | 22a22b       | "Dance, Dance Resolution Resolução de Dança Trocas e Baldrocas""A Fair to Remember Uma Feira Inesquecível Uma Feira para Recordar"                  | História por : Amaris Cavin Escrito por : Alec Schwimmer Kevin Sullivan                        | Violaine BriatDarin McGowan | 19 de setembro de 2016 24 de novembro de 2016 20 de setembro de 2016 24 de novembro de 2016 | 122              | ASD                 |
| "Dance, Dance Resolution": Lincoln tenta evitar Ronnie Anne para que ela não o convide para o baile de Sadie Hawkins da Escola Elementar de Royal Woods, pois ele já tem planos, e então mente sobre isso para suas irmãs. Isso leva Luna, Luan, Lynn e Lucy a acidentalmente conseguir quatro encontros para Lincoln. As garotas que ficam com Lincoln são a amiga de Lucy, Haiku, a colega de equipe de patins de Lynn, Polly Pain, a amiga de escola de palhaços de Luan, Giggles, e a amiga de Luna, Tabby. Agora Lincoln deve se equilibrar entre ser cada uma das garotas e evitar Ronnie Anne. "A Fair to Remember": Lori fica com ciúmes quando Bobby começa a sair excessivamente com Lincoln. Por sugestão de Lucy, Lori sai com Clyde em um parque de diversões local para deixar Lincoln e Bobby com ciúmes. |              | |                                                                                                |                             |                                                                                             |                  |                     |
| 23 | 23a23b       | "One of the Boys Um dos Meninos Um dos Rapazes""A Tattler's Tale A História de um Dedo Duro O Conto da Queixinhas"                                  | Kevin SullivanSammie Crowley & Whitney Wetta                                                   | Jordan RosatoJordan Koch    | 17 de outubro de 2016 5 de dezembro de 2016 21 de setembro de 2016 6 de dezembro de 2016    | 123              | ASD                 |
| "One of the Boys": Depois de se cansar das travessuras de suas irmãs, Lincoln se pergunta como seria a vida se ele tivesse irmãos. A nova invenção do relógio de Lisa leva Lincoln a uma realidade que altera o gênero e ele se adapta a ela no início, até que descobre as desvantagens de ter irmãos como Loki, Loni, Luke, Lane, Lynn Menino, Lars, Leif, Lexx, Levi e Leon, forçando-o a tentar retornar à sua própria realidade antes que expire o prazo de seu tempo ali. "A Tattler's Tale": Como vingança por não ter permissão para entrar no Clube dos Segredos Secretos de seus irmãos devido às suas tendências tagarelas, Lola incomoda seu encontro, aprende sobre seus segredos e os usa a seu favor. Isso leva Lincoln e o resto das irmãs a tentar encontrar um segredo para usar contra Lola. |              | |                                                                                                |                             |                                                                                             |                  |                     |
| 24 | 24a24b       | "Funny Business Negócios de Risos Negócio Engraçado""Snow Bored Tédio de Neve Neve Aborrecida"                                                      | Karla Sakas ShropshireWhitney Wetta & Sammie Crowley                                           | Miguel PugaDarin McGowan    | 7 de novembro de 2016 8 de novembro de 2016                                                 | 124              | ASD                 |
| "Funny Business": Como parte de seu negócio de festa de aniversário chamado Funny Business Inc., Luan contrata Lincoln para ser seu assistente de palhaço de aniversário. As travessuras de Lincoln logo se tornaram populares e o levaram a dominar os holofotes, colocando uma brecha entre ele e Luan. Quando o último emprego de Lincoln é em uma festa de aniversário com a presença de crianças emo e nenhum deles cai em seus truques engraçados, ele precisa se reconciliar com Luan para entretê-los. "Snow Bored": Um dia de neve atinge Royal Woods, levando ao fechamento de todas as escolas. Como Lisa é contra os dias de neve e deseja encerrar o atual para retomar a escola, seus irmãos tentam vários eventos de dias de neve para impressionar Lisa. Quando ela acaba em uma luta de bolas de neve com seus irmãos, ela fica viciada neles e usa suas conexões na NASA para criar as nuvens e obter mais neve. Nota: Na ordem de exibição na TV, este é o último episódio da 1° temporada. |              | |                                                                                                |                             |                                                                                             |                  |                     |
| 25 | 25a25b       | "The Price of Admission O Preço da Permissão Preço de Admissão""One Flu Over the Loud House Uma Gripe na Casa dos Loud Espirrando na Casa dos Loud" | Sheela ShrinivasAlec Schwimmer                                                                 | Kyle Marshall               | 15 de outubro de 2016 31 de outubro de 2016                                                 | 125              | ASD                 |
| "The Price of Admission": Contra as ordens de seus pais, Lincoln vê um filme de terror chamado "The Harvester" e se arrepende quando tem dificuldade para dormir por medo, onde algumas coisas do filme ele confunde com as atividades noturnas de Sr. Grouse. "One Flu Over the Loud House": Um surto de gripe ocorre na casa dos Loud, fazendo com que as pessoas afetadas por ela ajam como zumbis. Lincoln e suas irmãs sobreviventes devem encontrar uma maneira de evitar a infecção enquanto tentam sair de casa e chegar ao "Porto Seguro" de Clyde. |              | |                                                                                                |                             |                                                                                             |                  |                     |
| 26 | 26a26b       | "Study Muffin O Colírio do Estudo Belo Estudo""Homespun Feito em Casa Casa Revirada"                                                                | Michael RubinerKarla Sakas Shropshire                                                          | Violaine BriatJordan Koch   | 20 de outubro de 2016 9 de dezembro de 2016 22 de setembro de 2016 1° de janeiro de 2017    | 126              | ASD                 |
| "Study Muffin": Em preparação para um próximo teste e para evitar uma reprovação por estar atrasado, Lincoln consegue um tutor chamado Hugh (Matt Kirshen) para tutorá-lo quando Lisa não consegue. A bela aparência de Hugh acaba fazendo com que as irmãs de Lincoln (exceto Lily), seu pai e os bichinhos de estimação Loud se sintam atraídos por ele, o que afeta os estudos de Lincoln. Mas pouco se sabe que há uma razão surpreendente pela qual Lincoln continua falhando em seus testes. "Homespun": Lincoln e suas irmãs se cansaram dos vários problemas em sua casa (por exemplo: maçanetas quebradas, canos entupidos, vazamentos de água, pisos que rangem, madeira apodrecida, paredes finas e gambás mastigando os fios de sua casa). Durante uma vigília de tornado por Royal Woods, as crianças Loud acabam se abrigando no porão, onde relembram todos os bons e maus momentos que aconteceram com sua casa e seus problemas.                                                              |              | |                                                                                                |                             |                                                                                             |                  |                     |

### 2° Temporada (2016-2017)
Todos os episódios e segmentos desta temporada foram produzidos por Karen Malach, e a maioria dirigida por Chris Savino, com ele co-dirigindo com Kyle Marshall nos segmentos "The Old and the Restless" (#202B), "Vantastic Voyage" (#205B) e "Remendando as coisas" (#206A). Os únicos episódios nesta temporada que Chris não dirigiu foram "Frog Wild" (#208B), "Pulp Friction" (#211A), "Room with a Feud" (#214B), "Garage Banned" (#217B), "Change of Heart" (#218A), "Friend or Faux?" (#220B), "Mall of Duty" (#222B), "The Crying Dame" (#225A) e "Snow Way Out" (#226B), todos foram dirigidos por Kyle Marshall.
| N.º na série | N.º na temp. | Título | Escrito por                                                                            | Roteiro de                                 | Exibição original | Cód. de produção | Audiência (milhões) |
| --- | ------------ | --- | -------------------------------------------------------------------------------------- | ------------------------------------------ | --- | ---------------- | ------------------- |
| 27 | 1            | "11 Louds a Leapin' 11 Louds Felizes 11 Louds aos Saltos"                                                                   | Sammie Crowley, Whitney Wetta & Kevin Sullivan                                         | Jordan Rosato & Miguel Puga                | 25 de novembro de 2016 17 de dezembro de 2016 24 de dezembro de 2016                                                        | 201              | ASD                 |
| Na véspera de Natal, a família Loud faz várias coisas para se preparar para o Natal. O trenó de Lincoln, Vermelhão, acidentalmente entra no quintal de seu vizinho, o Sr. Grouse, e ele e Clyde trabalham para recuperá-lo. Ao descobrir alguns segredos sobre o Sr. Grouse, Lincoln reúne sua família e os McBrides para levantar o ânimo do Sr. Grouse. Notas: Os rostos de Lynn Loud Sr. e Rita Loud são finalmente revelados neste episódio; Este é o primeiro episódio de meia-hora de The Loud House. |              | |                                                                                        |                                            | |                  |                     |
| 28 | 2a2b         | "Intern for the Worse O Pior Estágio Estágio do Pior""The Old and the Restless O Velho e o Agitado Os Velhos e Irrequietos" | História por : Darin McGowan Escrito por : Bob Mittenthal Alec Schwimmer               | Darin McGowanKyle Marshall                 | 9 de novembro de 2016 12 de janeiro de 2017 10 de novembro de 2016 12 de janeiro de 2017                                    | 202              | ASD                 |
| "Intern for the Worse": Na feira de estágio da Escola Elementar de Royal Woods, Lincoln e Clyde ganham estágio para trabalhar para a Flip na "Flip's Food and Fuel". Enquanto eles trabalham lá, eles logo acabam em uma briga por uma xícara especial, da qual Flip tira vantagem para seu próprio ganho pessoal. "The Old and the Restless": Lincoln chega à casa de repouso de Sunset Canyon para visitar Albert durante o dia, mas todas as atividades que tentam fazer são interrompidas pela rígida enfermeira Sue (Veronica Cartwright). Quando Lincoln planeja levar Albert para passar o dia, ele deve levá-lo de volta à casa de repouso de Sunset Canyon antes das 6h ou então Sue vai expulsá-lo. Nota: Na ordem de exibição na TV, este é o primeiro episódio da 2° temporada.                                                                                        |              | |                                                                                        |                                            | |                  |                     |
| 29 | 3a3b         | "Baby Steps Passos de Bebê Passos de Bebé""Brawl in the Family Rixa na Família Briga na Família"                            | Karla Sakas ShropshireKevin Sullivan                                                   | Violaine BriatJordan Koch                  | Maio de 2017 13 de março de 2017                                                                                            | 203              | ASD                 |
| "Baby Steps": Depois de ouvir seus pais, Clyde pensa que vai arranjar um irmão. Ao informar a Lincoln sobre isso, Clyde é treinado nos três Cs: confiança, cuidado e cookies. Lincoln então leva Clyde para mostrar a ele como ele lida com as situações envolvendo Lucy, Lana, Lola, Lisa e Lily. "Brawl in the Family": Lincoln descobre que Lori e Leni brigaram pelo mesmo vestido. Sua primeira tentativa de fazer com que Lori e Leni compensassem resultou em tornar intenso o Protocolo de Luta de Irmãs que todos observam. Após a segunda tentativa de Lincoln, o Protocolo de Luta entre Irmãs fica pior quando o resto de suas irmãs briga entre si. Nota: Em "Brawl in the Family", os rostos de Lynn Sr. e Rita não são visíveis, o que indica que este segmento foi produzido antes de "11 Louds a Leapin'".                                                        |              | |                                                                                        |                                            | |                  |                     |
| 30 | 4a4b         | "Suite and Sour Suíte e Sofrimento Estadia Atribulada""Back in Black De Volta ao Preto Completamente Normal..."             | Sammie Crowley & Whitney WettaGloria Shen                                              | Miguel PugaJordan Rosato                   | 9 de janeiro de 2017 Maio de 2017 14 de março de 2017 12 de janeiro de 2017 14 de março de 2017                             | 204              | ASD                 |
| "Suite and Sour": Lynn Sr. e Rita economizaram dinheiro suficiente para passar um fim de semana relaxante no Royal Woods Spa & Hotel. Não querendo ficar na casa da Tia Ruth, Lincoln e suas irmãs montaram duas peças diferentes sobre cada local, o que convence seus pais a levá-los ao Royal Woods Spa & Hotel. Enquanto Lynn Sr. e Rita tentam relaxar, Lincoln e suas irmãs, sem saber, causam o caos no hotel. "Back in Black": Enquanto Lincoln e seu amigo Rusty Spokes trabalham em um projeto de ciências, Lucy se apaixona pelo irmão de Rusty, Rocky, que Lincoln acha que é um "garoto normal". Para impressionar Rocky, Lucy pede a ajuda de suas irmãs, que a mudam. |              | |                                                                                        |                                            | |                  |                     |
| 31 | 5a5b         | "Making the Grade Mudando de Série Mudando de Turma""Vantastic Voyage Viagem Fantástica Carrinha de Família"                | Alec SchwimmerKevin Sullivan                                                           | Darin McGowanKyle Marshall                 | 24 de fevereiro de 2017 6 de maio de 2017 14 de março de 2017 23 de fevereiro de 2017 1 de maio de 2017 14 de março de 2017 | 205              | ASD                 |
| "Making the Grade": Lisa é transferida para a classe de Lincoln. Para ser mediana como o resto da classe, ela fixa os olhos e se junta ao círculo de amigos de Lincoln. Lisa, negligenciando sua inteligência, faz com que suas outras irmãs culpem Lincoln pela mudança. "Vantastic Voyage": Como a Vanzilla continua quebrando e Lynn Sr. se recusa a se livrar dele (já que era propriedade de seu pai e seu avô), seus filhos e Rita o enganam para conseguir outro carro. Ele logo fica viciado em sua nova van a ponto de não querer que seus filhos e esposa cheguem perto dela. Isso faz com que Lori e Leni trabalhem para conseguir seu próprio veículo e os outros para tentar trazer Vanzilla de volta. Mas fica um pouco complicado quando Lynn Sr. consegue acessórios combinando.                                                                                   |              | |                                                                                        |                                            | |                  |                     |
| 32 | 6a6b         | "Patching Things Up Fazendo as Pazes Emblemas Merecidos""Cheater by the Dozen O Maior Traidor Traidor à Dúzia"              | Karla Sakas ShropshireWhitney Wetta & Sammie Crowley                                   | Ed BakerJordan Koch                        | 15 de março de 2017 2 de maio de 2017 16 de março de 2017 3 de maio de 2017                                                 | 206              | ASD                 |
| "Patching Things Up": Quando as Escoteiras Sininho estão realizando um evento de associação, Lana e Lola fazem um teste para o grupo, onde ambas são talentosas em diferentes partes de iniciação. Enquanto isso, Lincoln e Clyde trabalham para obter os biscoitos que as Escoteiras vendem. "Cheater by the Dozen": Lincoln e Clyde notam que Bobby tem se comportado de maneira esquiva. Pensando que Bobby está traindo Lori ao vê-lo interagir com várias mulheres diferentes, Lincoln e Clyde investigam, o que logo leva ao envolvimento do resto das irmãs de Lincoln. |              | |                                                                                        |                                            | |                  |                     |
| 33 | 7a7b         | "Lock 'n' Loud Tranca dos Loud Trancas à Porta""The Whole Picture Todas as Fotos A Imagem Completa"                         | Bob MittenthalHistória por : Darin McGowan Escrito por : Gloria Shen                   | Miguel PugaJordan Rosato                   | 22 de fevereiro de 2017 4 de maio de 2017 15 de março de 2017 21 de fevereiro de 2017 5 de maio de 2017 15 de março de 2017 | 207              | ASD                 |
| "Lock 'n' Loud": Lynn Sr. fica irritado quando seus filhos constantemente se esquecem de trancar a porta. Para se preparar para os ladrões, Lincoln e suas irmãs fazem várias coisas, como guardar seus pertences no banheiro, se defender e pedir a ajuda de Bobby em trajes de segurança de shopping e da equipe de patinação de Lynn Jr. para proteger sua casa. "The Whole Picture": Lincoln tenta abrir espaço no computador da família Loud para uma foto de seu primeiro fio de bigode e acidentalmente apaga todas as fotos de sua infância. Para substituí-los, Lincoln pede a Clyde que o ajude a reconstituir cada foto, tomando o lugar de suas irmãs quando nenhuma delas está disponível para ajudar devido a uma venda no Shopping Royal Woods. |              | |                                                                                        |                                            | |                  |                     |
| 34 | 8a8b         | "No Such Luck Não Dá Sorte Maré De Azar""Frog Wild Sapos Selvagens Sapo Selvagem"                                           | Karla Sakas ShropshireHistória por : Darin McGowan Escrito por : Kevin Sullivan        | Darin McGowanAri Castleton & Kyle Marshall | 13 de março de 2017 5 de junho de 2017 14 de março de 2017 5 de junho de 2017                                               | 208              | ASD                 |
| "No Such Luck": Quando o time de softball de Lynn Jr. perde quando Lincoln aparece para assistir seu jogo de softball com a família pela primeira vez, ela presume que Lincoln dá azar, o que o leva a dizer ao resto de suas irmãs para não levá-lo a nenhum seus eventos depois que Lynn diz a Leni para não trazer Lincoln para seu evento. Lincoln tira vantagem disso no início, até que toda a família começa a levar suas suspeitas muito a sério, forçando Lincoln a ter que trabalhar para provar que não é azar. "Frog Wild": A Professora Johnson está planejando fazer sua classe dissecar sapos. No início, Lincoln se interessa por isso, até que Lana o convence de que está errado. Os dois e o sapo de estimação de Lana, Hops, trabalham para contrabandear os sapos para fora da escola antes da dissecação, evitando ser pegos pelo diretor Wilbur T. Huggins. |              | |                                                                                        |                                            | |                  |                     |
| 35 | 9a9b         | "Kick the Bucket List Lista de Planos Lista Inútil""Party Down Festa Ruim Festa Sofisticada"                                | História por : Gloria Shen Escrito por : Whitney Wetta & Sammie Crowley Violaine Briat | Eric AcostaJordan Koch                     | 10 de abril de 2017 14 de junho de 2017 6 de junho de 2017 11 de abril de 2017 15 de junho de 2017 6 de junho de 2017       | 209              | ASD                 |
| "Kick the Bucket List": Lincoln e Clyde fizeram planos para as férias de primavera. Quando os pais de Clyde o levam para o Havaí por 8 dias de férias, Lincoln e Clyde devem completar tudo em sua lista antes que o último dia de férias termine. "Party Down": Enquanto seus pais saem, Lori dá uma festa sofisticada e faz coisas para uma revista com a ajuda de Leni e Bobby. Mas os sofisticados jogos de festa não parecem interessar a nenhum dos amigos de Lori. Descontente por não terem sido convidados, Lincoln convence suas outras irmãs a dar uma festa não sofisticada. |              | |                                                                                        |                                            | |                  |                     |
| 36 | 10a10b       | "Fed Up Irritados com a Comida Saturados""Shell Shock Ovo Chocado Ovo Frágil"                                               | Jacob FleisherKarla Sakas Shropshire                                                   | Miguel PugaJordan Rosato                   | 12 de abril de 2017 17 de julho de 2017 7 de junho de 2017 13 de abril de 2017 16 de junho de 2017 7 de junho de 2017       | 210              | ASD                 |
| "Fed Up": Quando estão entediados com as mesmas refeições que Lynn Sr. faz todos os dias da semana, Lincoln e suas irmãs planejam sabotar os planos de jantar de Lynn Sr. de várias maneiras para que ele peça pizza. Quando isso acontece e Lynn Sr. descobre os ingredientes do goulash em suas roupas, fica furioso, mas as crianças pretendem mostrar que misturar o cardápio é fácil fazendo um jantar para os pais, com resultados desastrosos e cômicos. "Shell Shock": Para um projeto de paternidade que envolve observar um ovo, a Professora Johnson faz os alunos formarem pares, e Lincoln formará par com Ronnie Anne. Lincoln se preocupa com Ronnie Anne observando o ovo devido aos seus modos supostamente destrutivos. Enquanto isso, Clyde faz par com Penelope como sua parceira.                                                                             |              | |                                                                                        |                                            | |                  |                     |

### 3° Temporada (2018-2019)
| N.º na série | N.º na temp. | Título | Dirigido por | Escrito por | Roteiro de | Exibição original | Cód. de produção | Audiência (milhões) |
| ------------ | ------------ | ------ | ------------ | ----------- | ---------- | ----------------- | ---------------- | ------------------- |
| ASA          | ab           | ASA    | ASA          | ASA         | ASA        | ASA               | ASA              | ASD                 |

### 4° Temporada (2019-2020)
| N.º na série | N.º na temp. | Título | Dirigido por | Escrito por | Roteiro de | Exibição original | Cód. de produção | Audiência (milhões) |
| ------------ | ------------ | ------ | ------------ | ----------- | ---------- | ----------------- | ---------------- | ------------------- |
| ASA          | ab           | ASA    | ASA          | ASA         | ASA        | ASA               | ASA              | ASD                 |

### 5° Temporada (2020-2022)
| N.º na série | N.º na temp. | Título                                 | Dirigido por                     | Escrito por                                               | Roteiro de                                                     | Exibição original      | Cód. de produção               | Audiência (milhões) |
| --- | ------------ | -------------------------------------- | -------------------------------- | --------------------------------------------------------- | -------------------------------------------------------------- | ---------------------- | ------------------------------ | ------------------- |
| 174 | 12           | "Aprendendo na Marra"                  | Kyle Marshall & Jessica Borutski | Whitney Wetta, Byron Dockins, Katie Mattila & Jeff Sayers | Jared Morgan, Kacie Hermanson, Stu Livingston & Jules Bridgers | 11 de setembro de 2020 | 998 (501-502 pela Nickelodeon) | ASD                 |
| Lincoln, Clyde, Liam, Rusty, Zach e Stella estão começando o ensino médio na Escola Fundamental de Royal Woods, onde Lynn está trabalhando como monitor de corredor com planos de não decepcionar a diretora Ramirez. Devido a uma mancha de flippee no lembrete de preencher um formulário de solicitação, Lincoln não consegue uma vaga na aula da Sra. Salter e acaba sendo designado para o trailer da classe com ar condicionado do Sr. Bolhofner, onde Chandler constantemente lhe causa problemas. Por parte de Lori, ela começa seus estudos na Faculdade Fairway, onde tem dificuldade em se adaptar a um andar onde o silêncio é necessário enquanto ela tenta encontrar o andar certo. Além disso, Lynn Sr. e Rita trabalham para treinar Lily para o penico quando ela se matricula na pré-escola Baby Bunker, administrada pelo Dr. Shuttleworth. Devido à confusão por causa da ausência de Lori, Leni acidentalmente frequenta a pré-escola Baby Bunker. Descontente com suas condições de aprendizado e para evitar que seus amigos sejam expulsos, Lincoln planeja fazer com que a diretora Ramirez mude de aula, onde ela o transfere para outra escola em Mapleton, Ontário, onde o diretor da Escola Fundamental de Mapleton, Marshall, deve um favor à diretora Ramirez. Assim que chega lá, Lincoln trabalha para tirar o melhor proveito disso, enquanto seus amigos trabalham para continuar sem ele. Nota: Este é o primeiro episódio de uma hora de The Loud House. |              |                                        |                                  |                                                           |                                                                |                        |                                |                     |
| 175 | 3a3b         | "A MandachuvaFamily Bonding"           | Ari CastletonJessica Borutski    | Danny WarrenByron Dockins                                 | Sarah JohnsonJordan Koch                                       | 18 de setembro de 2020 | 503                            | ASD                 |
| "A Mandachuva": Sra. Carmichael faz de Leni a funcionária do mês. Com Lori ausente na Faculdade Fairway, Leni fica encarregada de seus irmãos, enquanto Lynn Sr. e Rita estão fora, em uma feira medieval. Leni trabalha para manter os irmãos mais novos na linha enquanto liga constantemente para Lori para pedir conselhos quando ela acaba perdendo a cabeça. "Family Bonding": Enquanto Lincoln e Clyde interpretam agentes secretos depois de ler uma história em quadrinhos de David Steele, Lynn relata que novos vizinhos se mudaram para a casa ao lado. Eles conhecem seus novos vizinhos Carly, Jeff e Ryan Miller. Suspeitando de que os Millers são espiões, Lincoln e Clyde trabalham para obter evidências para provar suas alegações ao resto da família Loud. |              |                                        |                                  |                                                           |                                                                |                        |                                |                     |
| 176 | 4a4b         | "Strife of the Party""Kernel of Truth" | Ari CastletonKyle Marshall       | Andrew BrooksKaite Mattila                                | Jared MorganColton Davis                                       | 25 de setembro de 2020 | 504                            | ASD                 |
| "Strife of the Party": O aniversário de Lana e Lola está chegando. Lola descobre que Lana está querendo planejar a festa de aniversário deste ano com a ajuda de seu gambá Duncan, já que Lola planejou todas as festas de aniversário. Preocupada com a possibilidade de Lana estragar a festa de aniversário, Lola tenta convencê-la a não fazer coisas que envolvam itens coloridos de cocô, lixo, lama e insetos. "Kernel of Truth": Na Escola Fundamental de Royal Woods, Lincoln, Clyde, Liam, Rusty, Zach e Stella encontram um estúdio de notícias vazio enquanto procuram a sala de jogos que o primo de Rusty, Derek disse que existe. Eles conseguem a aprovação da diretora Ramirez para reiniciar o noticiário que ninguém assistia quando a Sra. Gurdle fazia parte. Para melhorar o programa de notícias com alguma ação, Lincoln e seus amigos investigam a pipoca perdida e descobrem a verdade sobre ela em uma semana ou então a diretora Ramirez cancelará o programa. |              |                                        |                                  |                                                           |                                                                |                        |                                |                     |
| 177 | 5            | "Ghosted!"                             | Jessica Borutski                 | Jeff Sayers & Danny Warren                                | Stu Livingston & Jules Bridgers                                | 9 de outubro de 2020   | 505                            | ASD                 |
| Na Faculdade Fairway, Lori está sendo assombrada por um fantasma em diferentes pontos enquanto se prepara para o próximo Petosky Open contra a Faculdade Hillcrest. A fim de combater os fantasmas, Lori consegue que Lynn Sr. traga Lincoln e Clyde para a Faculdade Fairway para ajudar a lidar com o fantasma, sendo discreta. Quando eles conseguem afugentar o fantasma, Lori descobre que o jogo de todos está um pouco errado, para desespero do treinador Niblick. Ela descobre que o fantasma é o caddie Shanks Bogey, que ajudou os jogadores da vida após a morte. Sentindo-se arrependida, Lori tenta encontrar uma maneira de trazer o Fantasma de Shanks Bogey de volta para a Faculdade Fairway. Lincoln convoca Lucy e o Clube Morticians para ajudar Lori a trazer o Fantasma de Shanks Bogey de volta. |              |                                        |                                  |                                                           |                                                                |                        |                                |                     |
| 178 | 6a6b         | "Blinded By Science""Band Together"    | Jessica BorutskiAri Castleton    | Jeff SayersByron Dockins                                  | Jordan KochSarah Johnson                                       | 16 de outubro de 2020  | 506                            | ASD                 |
| "Blinded By Science": Lisa está se preparando para fazer uma apresentação na Genius Con. Ao conseguir um Flippee com Lincoln, Lisa descobre que Flip tem algumas características estranhas e o convence a ser seu tema na Genius Con para que seja um grande negócio para Alimentos e Combustíveis da Flip. Depois de apresentar a Flip na Genius Con, Lisa é abordada pela Dra. Carol Linnaeus (Janet Varney), dos Incognito Laboratories, que quer fazer testes na Flip. Lisa logo que Incognito Labs está fazendo experimentos na Flip para ver se ele sobreviverá no espaço sideral e alista Lincoln e Clyde para resgatá-lo. "Band Together": Após um show no The Burnt Bean, Luna e os Moon Goats encontram Katie Krest na Lynn's Table, que está na cidade para lançar uma turnê de verão. Luna fala para Sam, Mazzy e Sully que eles devem se promover para Katie enquanto trabalham para que ela os ouça. Quando os Moon Goats finalmente conseguiram que ela ouvisse sua música, Katie ficou mais impressionada com Luna, já que ela pode ser colocada em uma banda onde seu vocalista abandonou. Quando Luna conhece os membros da banda, Luna é deixada para decidir se ela deve se juntar à banda ou ficar com os Moon Goats. |              |                                        |                                  |                                                           |                                                                |                        |                                |                     |

## Especial (2020)
| N.º | Título | Dirigido por  | Escrito por                                | Exibição original                       | Cód. de produção | Audiência (milhões) |
| --- | --- | ------------- | ------------------------------------------ | --------------------------------------- | ---------------- | ------------------- |
| 1 | "The Loud House & Casagrandes Hangin' At Home Special The Loud House e Os Casagrandes: Especial - Se Divertindo em Casa" | Theresa Young | Theresa Young, John Clancy & Andrew Ronald | 23 de maio de 2020 28 de agosto de 2020 | 999              | ASD                 |
| Lincoln e Ronnie Anne têm um bate-papo na web para saber o que fizeram durante a pandemia de COVID-19. Eles também passam por falhas de moda, os diferentes bate-papos na web com seus amigos respeitosos, os momentos culinários de Lynn Sr., os momentos culinários de Rosa, ocasiões diferentes no Gus’ Games ‘n’ Grub, férias em família e programas de TV favoritos. Isso termina com a surpresa que Ronnie Anne tem para Lincoln. | |               |                                            |                                         |                  |                     |

## Curtas (2016-2020)
| N.º | Título                 | Dirigido por                     | Escrito por                    | Roteiro de                    | Data de Transmissão digital |
| --- | ---------------------- | -------------------------------- | ------------------------------ | ----------------------------- | --------------------------- |
| 1 | "Bathroom Break!!"     | Chris Savino                     | Chris Savino & Scott Kreamer   | Chris Savino                  | 18 de abril de 2016         |
| Lincoln passa por vários obstáculos para chegar ao banheiro. Um desses obstáculos é Lori impedindo ele de ir ao banheiro. |                        |                                  |                                |                               |                             |
| 2 | "Slice of Life"        | Kyle Marshall                    | Chris Savino                   | Jordan Rosato & Kyle Marshall | 18 de abril de 2016         |
| A família Loud tem pizza no jantar. Como ainda resta uma fatia, Lincoln compete com suas irmãs para determinar quem deve ficar com a fatia final. |                        |                                  |                                |                               |                             |
| 3 | "Deuces Wild"          | Kyle Marshall                    | Chris Savino                   | Kyle Marshall                 | 21 de julho de 2017         |
| Lincoln e Clyde recebem os quadrinhos mais recentes do Ás Astuto. Enquanto aprecia o novo cheiro cômico, um cheiro gasoso irrompe, o que leva Lincoln e Clyde a se tornarem Ás Astuto e Valete Caolho. Com a ajuda da Gangue Full House, eles descobrem o cheiro e lutam contra um monstro de gás. |                        |                                  |                                |                               |                             |
| 4 | "12 Days of Christmas" | Kyle Marshall & Chris Savino     | Chris Savino                   | Kyle Marshall                 | 16 de dezembro de 2017      |
| Cantado no estilo de "The Twelve Days of Christmas", cada um dos membros da família Loud lista o que eles querem para o Natal. |                        |                                  |                                |                               |                             |
| 5 | "No End in Bite"       | ASA                              | ASA                            | ASA                           | 28 de setembro de 2019      |
| Quando a última página do livro Vampiros da Melancolia de Lucy é arrancada devido a Lynn usá-la como uma fralda improvisada para Lily, já que a casa está sem fraldas, Lucy decide inventar seu próprio final por sugestão de Lynn, onde ela salva Edwin quando seu navio é invadido por piratas liderados por Long Beard. |                        |                                  |                                |                               |                             |
| 6 | "Speaking Sibling"     | ASA                              | Chris Savino                   | ASA                           | 22 de maio de 2020          |
| Rita pede a Lynn para lembrar Lincoln de levar o lixo para fora. Ela anda carregando uma mensagem que é passada para cada irmão que a escuta mal por estarem se distraindo e saindo em ordens diferentes. |                        |                                  |                                |                               |                             |
| 7 | "So Long, Sucker"      | Kyle Marshall & Chris Savino     | Darin McGowan                  | David Teas                    | 22 de maio de 2020          |
| Lynn Sr. recebe um aspirador de pó robótico e sua operação continua perturbando Charles, Cliff, Geo e Walt. Os animais de estimação trabalham para se livrar do aspirador de pó robótico de diferentes maneiras para que possam relaxar em paz. |                        |                                  |                                |                               |                             |
| 8 | "Robot Sitcom"         | Jordan Koch                      | Sammie Crowley & Whitney Wetta | David Teas                    | 29 de maio de 2020          |
| Nesta paródia de sitcom , as criações de robôs de Lisa, Todd de "Making the Grade", Mr. Reinforced Titanium Alloy Arms de "Snow Bored" e FriendBot 1000 de "Friend or Faux" residem no abrigo subterrâneo de Lisa, onde ficam irritados com a torradeira que possuem quando um colega de quarto começa a monopolizar a tomada e eles o expulsam. Quando eles ganham um ursinho de pelúcia robótico como novo colega de quarto, isso se torna um incômodo e até deixa o tentáculo de estimação de Lisa fora do abrigo. |                        |                                  |                                |                               |                             |
| 9 | "The Maltese Bear"     | Sarah Johnson & Jessica Borutski | Sarah Johnson                  | Nic Parris                    | 15 de junho de 2020         |
| Neste proeminente curta-metragem em film noir em preto e branco , Lola descobre que seu ursinho de pelúcia Sr. Sprinkles está desaparecido e indica a detetive Leni para encontrá-lo, já que é onde ela escondeu todo o seu dinheiro. Andando pela casa, Leni interroga Luna, Lana e Charles para encontrar algumas pistas sobre quem roubou o Sr. Sprinkles. |                        |                                  |                                |                               |                             |
| 10 | "Put a Sock in It"     | Ari Castleton                    | Ari Castleton                  | Nic Parris                    | 16 de junho de 2020         |
| Quando Lily começa a chorar muito porque Lana comeu sua meleca, ela se diverte ao ver Lincoln com a mão na meia. Isso dá ao resto dos irmãos a ideia de fazer um show de marionetes para entreter Lily. |                        |                                  |                                |                               |                             |
| 11 | "10 Headed Beast"      | Jared Morgan                     | Jared Morgan                   | Nic Parris                    | 17 de junho de 2020         |
| Lincoln e Clyde se imaginam como bárbaros Linc, o de Cabelos Brancos, e Clyde do clã McBride. Para satisfazer seu tédio, eles trabalham para obter um artefato que lhes permita ver muitas coisas em um espelho preto. Para chegar até eles, eles terão que lutar para passar por uma besta de 10 cabeças, que está usando os dois objetos. |                        |                                  |                                |                               |                             |
| 12 | "King of the Chair"    | Ari Castleton & Colton Davis     | Colton Davis                   | George Holguin                | 18 de junho de 2020         |
| Lynn Sr. ganhou uma nova poltrona da Sofá King e não quer nenhuma criança nela porque eles têm um histórico de quebrar seus itens anteriores como uma espátula, uma bicicleta ergométrica e um controle remoto. Quando cada uma das crianças acaba nele, eles causam mais danos e mais danos a ele por meio de palhaçadas diferentes e trabalham para esconder as diferentes manchas e rasgos de seu pai. |                        |                                  |                                |                               |                             |
| 13 | "Clyde's Two Dads"     | Miguel Puga                      | Kevin Sullivan                 | David Teas                    | 19 de junho de 2020         |
| Clyde, Howard e Harold trabalham para recortar seus gatos Cleopawtra e Nepurrtiti para que possam ser levados ao veterinário. Eles inventam truques diferentes para colocá-los em sua transportadora de gatos sem se machucar no processo. |                        |                                  |                                |                               |                             |